# 图尔农
图尔农（法語：Tournon，法語發音：[tuʁnɔ̃]）是法国萨瓦省的一个市镇，属于阿尔贝维尔区。

## 地理
图尔农（45°38'37"N, 6°19'1"E）面积4.86 平方千米，位于法国奥弗涅-罗讷-阿尔卑斯大区萨瓦省，该省份为法国东部省份，历史上为薩伏依的一部分，北起上萨瓦省，西接伊泽尔省和安省，南部和东部与上阿尔卑斯省和意大利接壤。
与图尔农接壤的市镇（或旧市镇、城区）包括：弗龙特内克斯、伊泽尔河畔日伊、韦朗斯阿尔韦。
图尔农的时区为UTC+01:00、UTC+02:00（夏令时）。

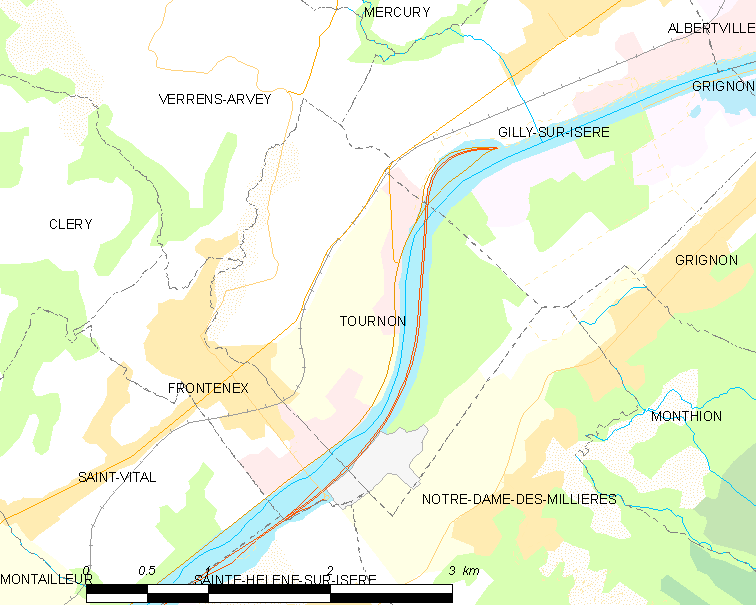
图尔农的OSM定位图

## 行政
图尔农的邮政编码为73460，INSEE市镇编码为73297。

## 政治
图尔农所属的省级选区为阿尔贝维尔第二县。

## 人口

1962-2008年间图尔农人口变化图示

图尔农于2022年1月1日时的人口数量为577人。